# 查理·布朗
查爾斯·“查理”布朗（英語：Charles “Charlie” Brown）是由美國漫畫家查爾斯·舒茲创作的漫畫人物，為《花生漫畫》作品系列的主角。外型上為一名光頭，常穿著鋸齒形圖案T恤的小男孩，並有飼養一頭名叫史努比的小獵犬。查理·布朗在漫畫裡多被描述為一位個性憨厚、溫和、沒有特別自信的老好人（Good Ol'），他雖然在事情上盡力而為，但總是遭遇到失敗。他時常面臨到在棒球比賽上的挫敗，或是朋友之間對他行為上的嘲笑，以及陷入對於他心中暗戀對象紅髮女孩的煩惱裡。

## 作品描述

### 形象
早期舒茲在創作漫畫作品《小傢伙》時，便曾穿插安排一名叫做查理·布朗的小男孩出現。之後在1950年10月2日舒茲發表的首篇《花生漫畫》中，查理·布朗是在漫畫裡另外兩名角色雪米與佩蒂的注視下，正式向讀者見面。
《花生漫畫》初期在雪米等其他配角個性不夠豐富，以及史努比的擬人化還不如現今鮮明的情況下，劇情多由查理來表現，並慢慢出現凡事都作不好，被朋友嘲笑的形象。而1952年期間露西·潘貝魯特、奈勒斯·潘貝魯特姐弟登場後，舒茲讓查理、史努比和潘貝魯特姊弟四者之間的互動，成為《花生漫畫》往後內容的基礎。
查理的個性善良、溫和，但老是遇到不如意的狀況，在漫畫中他倒霉時常會忍不住發出「真是的」（Good Grief）如此感嘆。儘管查理時常碰到不如意的事情，但不會輕言放棄。查理與他的狗史努比，也是《花生漫畫》裡唯一一對從初期連載到結束時仍存在的角色。

### 與衆角色關係
在家族成員當中，查理·布朗愛著自己所養的狗史努比，但史努比一直記不住查理的名字，而內心都稱他為「光頭小子」（The round-headed kid）。而史努比時常沉浸在自己心中的幻想遊戲裡因此會有奇怪的行為舉止，每當這種情況發生時，查理常無奈表示著為何自己不像其他人有一頭正常的狗。莎莉·布朗為查理的妹妹，其中在1959年5月29日的《花生漫畫》上查理得知莎莉誕生時曾興奮到衝到外面街上大喊。莎莉長大後查理也愛護著她，但莎莉常對查理有很多任性的要求，並且很少給予他適當的尊重。
早期的《花生漫畫》查理較常與雪米、佩蒂、范蕾特等人在一起，但查理冒失、笨拙的行為容易遭到他們的嘲笑，尤其常被范蕾特對他擺高姿態，認為她自己擁有著比查理更好的一切。
漫畫後續露面的主要角色裡，謝勒德和查理有著很好的交情，其中謝勒德小時候是在查理的介紹之下接觸了樂器，而有機會認識到往後他最欣賞的音樂家貝多芬。露西·潘貝魯特則是常對查理冷嘲熱諷、發牢騷的女孩，儘管查理常試著向她表示友好，但仍會遭受到來自她的各種抱怨。露西的弟弟奈勒斯·潘貝魯特是與查理關係相當好的摯友，他們常會在戶外的圍牆旁討論各種生活上的話題，而奈勒斯如同查理一樣常遭到姐姐露西的欺侮，此因素讓查理與他也有著像同盟般的關係。
富蘭克林是對查理相當友善，會一起遊戲、討論話題的朋友。派伯敏特·佩蒂是名自願來協助查理的棒球隊，而認識查理的女孩，她與查理關係良好，並且喜歡親切地稱呼查理為「查克」（Chuck）。派伯敏特·佩蒂的死黨瑪西也是位與查理親密的朋友，她則是喜歡尊敬地稱呼查理為「查爾斯」（Charles）。

### 遊戲場合
在體育活動方面，查理·布朗熱愛棒球，他有與朋友們組成一支棒球隊，並兼任隊伍上的經理。查理在球場上負責的位置是投手，但因球技並不高明而常吃敗仗。漫畫裡也常有查理遭到對手敲出的正面快速球給波及到，整個人被球速衝擊給震倒在投手丘上的笑料橋段。查理棒球隊的首次勝利是在1958年4月26日的漫畫中，但當時查理因病在家休養並沒有出現在場上。查理的首發全壘打是出現在1993年3月30日的漫畫上，並有帶領他的球隊獲勝。
露西將橄欖球給立起來，要求查理來踢一球；但當查理衝過來準備要踢時趁機將球抽走讓他跌個四腳朝天，是另一個常出現在查理身上的戲碼。此戲碼最初是在1951年11月14日的漫畫上出現，不過當時立球的人是范蕾特，其中范蕾特是因為害怕自己的手會被查理給踢到才沒把球拿穩。隔年11月16日查爾斯·舒茲安排讓露西成為立球的人後，幾乎每一年都會上演一次露西不讓查理踢到球的劇情，而橄欖球橋段曾被美國前總統隆納·雷根稱讚是他個人最喜歡的《花生漫畫》笑點。
查理在放風箏時，會有一棵總是跟他作對，當他經過時會把風箏勾在樹上的「吃風箏的樹」（Kite-Eating Tree）。而安排查理放風箏老是失敗的內容，成為查理慢慢被周圍朋友視為愚笨的劇情關鍵點，也讓舒茲認為是初期《花生漫畫》裡成功的表現之一。

### 戀情
查理·布朗暗戀著一位被他內心稱為「紅髮女孩」的小女生，雖然他屢次展開行動，但總是未能得到任何回應。因查爾斯·舒茲認為獨自暗戀的要素在漫畫裡佔有重要成份，因此從未安排過讓紅髮女孩露出真面目，並且也不讓紅髮女孩注意到有著一位名叫查理·布朗的男孩暗戀著她。
而漫畫角色中暗戀查理的則有派伯敏特·佩蒂與瑪西，她們都曾主動嘗試過向查理表明她們的心意，儘管查理並未肯對她們的愛慕做出回應。
在1990年期間的《花生漫畫》，舒茲安排讓查理與一位名叫佩姬·珍（Peggy Jean）的小女生相戀。舒茲將這段戀情情節維持了數年，但最後在1999年7月11日的漫畫裡佩姬·珍表示她另外有了新男朋友，讓查理只能暗自心碎。

## 角色塑造
此漫畫角色的名字來源，引用自舒茲身邊一位同樣名叫「查理·布朗」、出身自密西西比州的藝術學院同事。其中舒茲僅單純採用對方名字，在角色的性格塑造方面，則並沒有從該名友人上獲取靈感。另外現實生活裡的查理·布朗是在1983年期間因癌症離世。
因舒茲認為查理是代表著現實中一般的平凡人，而給予他圓圓的臉型，以呈現出平凡的印象。
舒茲將個人情緒以及許多自身經歷作為塑造查理·布朗的素材，例如將他內心憂慮與不安的一面給反應在查理身上。生活方面，舒茲與查理一樣都擁有一位從事理髮師職務的父親，而舒茲小時候放風箏的挫折經驗，則成為讓查理放風箏老是失敗的靈感。舒茲過去年輕時曾追求一位有著一頭紅髮、名叫唐娜·華德（Donna Wold）的女性，但之後唐娜則選擇了另一位從事消防員職務、名叫做艾倫（Allan）的追求者，這段沒有結果戀情，變成了往後漫畫中查理對紅髮女孩單相思的橋段。

## 評價反應
查理·布朗登場後有被大眾視為是失敗、不如意的聯想，舒茲曾被一名女性友人反應說，她的兒子有天回來後抱怨著今天自己很像查理·布朗，而她能理解這句話的當中含意。
《旗幟周刊》的專欄作家克里斯多福·考德威爾（Christopher Caldwell）表示著查理·布朗的最大優點來自他的韌性，他可以是一個失敗者；但同時也可以是一名領導者，他並不是徘徊在快樂或不快樂之間；而是在成為英雄與成為最棒的人之間。曾參與《查理·布朗的聖誕節》等其它多部《花生漫畫》所改編動畫的影片製作人李·曼德森認為，查理·布朗是名克服了露西或是其它暴力威脅之下的終極生存者。
在《花生漫畫》獲得迴響後，1969年的登月計劃阿波羅10號裡，有將查理·布朗引用作為其中一艘指揮艙的名稱。美國的娛樂雜誌《電視指南》，則有把查理·布朗列為史上前50位最出色的卡通角色之一。

## 外部連結
- 《花生漫畫》官方網站的查理·布朗介紹 （页面存档备份，存于）（英文）